# وليد الجيزاني
وليد خالد صديق الجيزاني.

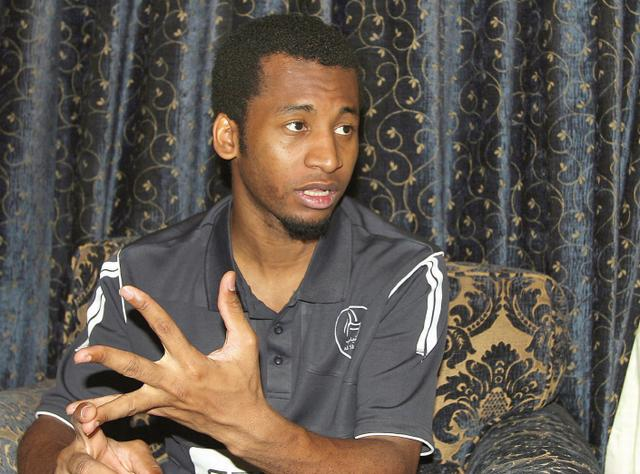
وليد الجيزاني

ولد بمكة المكرمة في حي الملاوي في عام 10 أكتوبر عام1982م..

## مسيرته مع الشباب
أعير عام 2007 لنادي الشباب السعودي وعاد للاهلي وجدد للأهلي عقده لمدة 4 سنوات بمبلغ (800.000) ريال.

## مسيرته مع الحزم
انتقل بعد ذلك إلى نادي نادي الحزم السعودي وقدم مع الحزم أفضل فترات حياته . حيث سجل ثاني أسرع هدف في تاريخ الدوري السعودي على الاتحاد في الثانية الـ 13 الأولى..

## مسيرته مع الشباب
في عام 2010 في وقت الانتقالات الشتويه وقع اللاعب مع نادي الشباب

## مسيرته مع الهلال
وفي عام 2010 وقع لنادي نادي الهلال السعودي لمدة أربع سنوات

## مسيرته مع الرائد
وفي عام 2011 وقع لنادي نادي الرائد السعودي

## روابط خارجية
- وليد الجيزاني على موقع ناشيونال فوتبول تيمز (الإنجليزية)
- وليد الجيزاني على موقع كووورة